# Sophia Roentgen
Sophia Margarethe Antoinette Roentgen (geb. Tischbein; * 1761 in Hamburg; † 24. Mai 1826 in Aurich) war eine deutsche Malerin und Lehrerin aus der Künstlerfamilie Tischbein. 

## Leben und Werk
Sophia Tischbein war die zweite (nach anderen Quellen: älteste) Tochter der Hamburger Malerin Magdalene Gertrud Tischbein (geborene Lilly) und des Malers Johann Jacob Tischbein, des so genannten „Lübecker Tischbein“. Ihre jüngeren Geschwister waren die Malerin Magdalena Margaretha Tischbein und der Maler August Tischbein.  Sie wurde in Hamburg geboren, am 21. Januar 1761 getauft und wuchs in Lübeck auf. Seit frühester Jugend erhielt sie in der Werkstatt ihrer Eltern Mal- und Zeichenunterricht, statt einer Ausbildung an der Akademie wurde sie von ihrem Vater „zu gleicher Kunst gebildet“, wie es in einem zeitgenössischen Bericht heißt.
1783 heiratete sie den Pastor und Freimaurer Ludwig Roentgen. Das Paar gründete einen eigenen Hausstand in Petkum, und hatte acht Kinder, von denen eine Tochter früh verstarb. Ludwig Roentgen wurde 1793 nach Esens versetzt, wo er die Stelle eines Konsistorialrates antrat. 
Sophie Röntgen malte schon während dieser Zeit, um das Familieneinkommen aufzubessern. Hamburger Auktionskatalogen der 1790er Jahre zufolge schuf sie Landschafts-, Tier- und Blumengemälde sowie Historienbilder, deren Verbleib unbekannt ist. Das einzige erhaltene Werk ist ihr Altarbild der Werdumer St. Nicolai-Kirche von 1795, das einerseits „durch die Originalität der Darstellung der Abendmahlsszene und den gekonnten Einsatz einer eigenwilligen Licht-Schatten-Wirkung“ besticht, jedoch andererseits in einem Zustand ist, der auf eine unprofessionell durchgeführte Restaurierung Anfang des 20. Jahrhunderts schließen lässt, wie die Kunsthistorikerin Martina Sitt 2016 urteilte.
1814 starb ihr Ehemann und ließ Ehefrau und zwei erwachsene Töchter mittellos zurück. Vermutlich durch Vermittlung der Emdener Freimaurerloge erhielt sie ein Jahr später in Aurich eine Anstellung als Leiterin einer neuzugründenden privaten Mädchenschule, wo sie Handarbeiten, Zeichnen und Malen unterrichtete. Nachdem sie in ihren letzten Lebensjahren wegen Rheumatismus selbst weder laufen noch malen konnte, unterrichtete sie im Liegen vom Sofa aus.
Nicht erhaltene Werke Sophia Röntgens sind ein Selbstporträt, ein Porträt Ludwig Roentgens, diverse Tier- und Blumenstillleben sowie Kopien von Gemälden Johann Heinrich Tischbeins des Älteren. In einer Publikation von 2016 anlässlich einer Ausstellung im Kloster Haina wurden weitere Mutmaßungen zu einem Porträt Moses Wesselys angestellt, das ihr möglicherweise zugeschrieben werden könnte, da es nachträglich mit „Anton“ signiert worden sei.